# Octodiplosis brevipalpis
Octodiplosis brevipalpis är en tvåvingeart som beskrevs av Sharma 1999. Octodiplosis brevipalpis ingår i släktet Octodiplosis och familjen gallmyggor.
Artens utbredningsområde är Karnataka (Indien). Inga underarter finns listade i Catalogue of Life.